# Cubocephalus brevicornis
Cubocephalus brevicornis är en stekelart som först beskrevs av Taschenberg 1865.  Cubocephalus brevicornis ingår i släktet Cubocephalus och familjen brokparasitsteklar. Arten är reproducerande i Sverige. Inga underarter finns listade i Catalogue of Life.